# Radocza János
Radocza János (Sárszentmiklós, 1835. augusztus 18. – Budapest, 1926. december 28.) ügyvéd, királyi tanácsos, országgyűlési képviselő.

## Élete
Radocza János és Bojás Borbála fia. Jogi tanulmányait Pesten végezte, majd ügyvédi irodát nyitott. 1867-től tagja volt a főváros törvényhatóságának, s nagy tevékenységet fejtett ki a közügyek terén. 1872-ben a Budapest-Terézváros, később a zalaegerszegi kerület képviselőjének választották. Az ő kezdeményezésére indult meg 1894 januárjában az a mozgalom, amely a március 4-én tartott országos nagygyűlésen a szabadelvű egyházpolitikai törvényjavaslatok mellett tüntetett. 1896-tól ismét Budapest VI. kerületét képviselte szabadelvű programmal. A közügyek terén szerzett érdemei elismeréséül 1887. február 13-án királyi tanácsosi címet kapott. 1896. január 1-jén magyar nemességet nyert sárszentmiklósi előnévvel. 1898. november 20-án a III. osztályú vaskoronarendet kapta.
Országgyűlési beszédei a Naplókban vannak, beszámoló és programbeszédei pedig az egykorú lapokban.

## Családja
Felesége Saager Sarolta (1853–1939) volt, Saager Jakab kereskedő és Porst Alojzia lánya.
Gyermekei
- Radocza Kálmán Ferenc János (1880–?) gyárigazgató, főszolgabíró. Felesége Gerbeaud Ilona Janka (1888–1983).
- Radocza Tibor Gábor Jenő István (1882–1942) ügyvéd. Felesége Gerbeaud Margit Magdolna (1890–1982).
- Radocza Ákos (1884–1884)
- Radocza János Károly (1885–1924). Felesége Pfeifer Margit Etelka.
- Radocza Erzsébet Eugénia Sarolta (1888–1925). Férje Bauss Olivér Szilveszter.
- Radocza Izabella Róza Mária (1894–1895)